# Nastassia Shkurdái
Nastassia Shkurdái (en bielorruso: Настасся Шкурдай; en ruso: Анастасия Шкурдай, Anastasiya Shkurdái; Brest, 3 de enero de 2003) es una deportista bielorrusa que compite en natación, especialista en los estilos espalda y mariposa.
Ganó una medalla de bronce en el Campeonato Mundial de Natación de 2024, una medalla de bronce en el Campeonato Mundial de Natación en Piscina Corta de 2024 y dos medallas en el Campeonato Europeo de Natación en Piscina Corta, en los años 2019 y 2021.
Participó en dos Juegos Olímpicos de Verano, en los años 2020 y 2024, ocupando el octavo lugar en Tokio 2020, en la prueba de 100 m mariposa.

## Palmarés internacional
| Campeonato Mundial                  | Campeonato Mundial    | Campeonato Mundial | Campeonato Mundial |
| Año                                 | Lugar                 | Medalla            | Prueba             |
| ----------------------------------- | --------------------- | ------------------ | ------------------ |
| 2024                                | Doha (Catar)          | Medalla de bronce  | 200 m espalda      |
| Campeonato Mundial en Piscina Corta |                       |                    |                    |
| Año                                 | Lugar                 | Medalla            | Prueba             |
| 2024                                | Budapest (Hungría)    | Medalla de bronce  | 200 m espalda      |
| Campeonato Europeo en Piscina Corta |                       |                    |                    |
| Año                                 | Lugar                 | Medalla            | Prueba             |
| 2019                                | Glasgow (Reino Unido) | Medalla de oro     | 100 m mariposa     |
| 2021                                | Kazán (Rusia)         | Medalla de plata   | 100 m mariposa     |